# 10938 Лоренцалеві
10938 Лоренцалеві (10938 Lorenzalevy) — астероїд головного поясу, відкритий 17 вересня 1998 року.
Тіссеранів параметр щодо Юпітера — 3,074.